# Gabriella Rosaleva
Gabriella Rosaleva (Besozzo, 13 de febrer de 1942) és una pintora i directora de cinema italiana.

## Vida
Rosaleva va començar la seva carrera artística com a pintora. Després d'assistir a l'"Scuola di Cinema" de Milà, va dirigir la seva primera pel·lícula l'any 1978, el curt Una Maria del '23 rodada en Super-8 i la van seguir un gran nombre d'altres curtmetratges. El 1982 es va estrenar el seu primer llargmetratge, Processo a Caterina Ross, que es va fer després de judicis reals de bruixes el 1697. El llenguatge visual poc convencional de Rosaleva, que no segueix fàcilment els hàbits de visualització normals, també es va veure en altres dues pel·lícules de la dècada (sempre basades en el seu propi guió) i en una sèrie de documentals. A més, el 1987 va dirigir la sèrie de televisió de 39 episodis Licia dolce Licia.
Rosaleva viu a Sardenya.

## Filmografia
- 1982: Processo a Caterina Ross
- 1985: Prima del futuro
- 1990: La sposa di San Paolo
- 2017: Viaggio a Stoccolma